# احمد سمیعی (ا. شنوا)
احمد سمیعی ( زاده مهر ۱۳۰۹ در بروجرد - درگذشته بهمن ۱۳۹۸ در تهران ) نویسنده و مورخ معاصر ایرانی است.

## زندگی
احمد سمیعی فرزند میرزا علی خان در مهر ماه ۱۳۰۹ در بروجرد متولد شد. تحصیلات ابتدایی را در بروجرد و دوره متوسطه را در تهران در دارالفنون به پایان برد و سپس از دانشکده ادبیات تهران فارغ‌التحصیل شد.
فعالیت روزنامه‌نگاری را در سال ۱۳۲۴ آغاز کرد. در سال ۱۳۶۵ کتاب ۳۷ سال را نوشت که شرح مختصری از وقایع دوران سی و هفت ساله سلطنت محمدرضا پهلوی است، و از همان ابتدای انتشار به صورت مرجع قابل اتکایی در مورد تاریخ معاصر ایران درآمد.
مقالات متعددی از او طی بیش از پنجاه سال در مجلاتی چون سخن، آینده، کلک، آدینه، اطلاعات سیاسی و اقتصادی و چندین نشریه دیگر منتشر شده‌است.
دکتر عبدالمجید یعقوب‌پور، پدر علم زمین‌شناسی اقتصادی ایران، خواهرزاده ی اوست.
آقای احمد سمیعی در بهمن ۱۳۹۸ درگذشت و در قطعه ۲۵۵ (قطعه نام آوران) بهشت زهرا در تهران به خاک سپرده شد. [۲]
یادآوری: آقای احمد سمیعی (ا.شنوا) (۱۳۰۹ - ۱۳۹۸) را با آقای احمد سمیعی (گیلانی) متولد ۱۲۹۹ اشتباه نکنید.